# 马娅·沃什乔夫斯卡
马娅·沃什乔夫斯卡（波蘭語：Maja Włoszczowska，1983年11月9日—），波兰女子自行车运动员。她曾代表波兰参加2004年、2008年、2016年和2020年夏季奥林匹克运动会自行车比赛，获得二枚银牌。